# Dollosuchus
Dollosuchus es un género extinto de crocodiliano tomistomino. Es una forma basal probablemente relacionada con Kentisuchus, de acuerdo con varios análisis filogenéticos que se han realizado en los últimos años, y es el más antiguo tomistomino conocido hasta la fecha. Sus fósiles se han hallado en Bélgica y en el Reino Unido. Poseía grandes fenestras supratemporales en relación con el tamaño de sus órbitas oculares, similares a las de Kentisuchus y Thecachampsa.
Dollosuchus fue descrito originalmente basándose en numerosos fragmentos mandibulares hallados en depósitos de principios a mediados del Eoceno en la Formación Bracklesham Beds en el Reino Unido. El material no puede ser distinguido de otros crocodilianos emparentados longirostrinos (de hocico alargado). Un esqueleto casi completo hallado en Bélgica (IRScNB 482) descrito por Swinton, y referido a Dollosuchus, es el fundamento del nuevo taxón Dollosuchoides densmorei.

## Especies
La especie tipo de Dollosuchus es D. dixoni. Muchas otras especies que alguna vez pertenecieron a otros géneros han sido propuestas como miembro de este género, pero el trabajo realizado y publicado es poco como para apoyar estas afirmaciones. Charactosuchus kugleri, otro crocodiliano del Eoceno, ha sido sugerido como un sinónimo más moderno de Dollosuchus, pero esto ya no se considera probable dado que C. kugleri pero ahora se piensa que es un miembro de la familia Crocodylidae, y por lo tanto más cercanamente relacionado con los cocodrilos verdaderos que con los gaviales. Se ha sugerido también que Kentisuchus spenceri, Megadontosuchus arduini y Dollosuchus dixoni son congenéricos. Si este fuera el caso, el nombre de género Dollosuchus debería ser adoptado para las tres especies, ya que este nombre posee la prioridad sobre los otros dos.